# Grad Lanšprež (novi grad)
Grad Lanšprež (novi grad) (nemško Landspreis) je stal pri naselju Gomila v Občini Mirna.

## Zgodovina
Novi grad Lanšprež je bil zgrajen pred letom 1592. Lastniki gospostva so bili vsaj že 18. maja 1581 Gallenbergi oziroma tedaj Janž pl. Gallenberg. Leta 1592 je Janž pl. Gallenberg prodal novozgrajeni grad in gospostvo baronu Janezu Khislu (Kheysell). Vendar ga ta ni imel dolgo, saj je že leta 1596 lastnik Karel pl. Jurič.  Grad in gospoščina je bila med letoma 1604 in 1632 v lasti Antona pl. Pečoviča, ki ga je nasledil sin Andrej, ki ga je okoli leta 1635 prodal Janezu Adamu Kirchpergerju. Že čez dve leti ga je z zamenjavo pridobil Janez Marij pl. Bosio in sicer za gospostvi Selo in Turn v Litiji.  Leta 1642 je gospostvo nasledil Jožef pl. Bosio, ki ga je prodal Volfu pl. Breckerfeldu. Leta 1665 je gospostvo kupil Janez Henrik grof Wazenberg.  V prvi polovici 18. stoletja je bil lastnik Nikolaj grof Turjaški, ki ga 1756 prepusti sinu Alojzu Adolfu grofu Turjaškemu. Od njega ga je leta 1766 kupil župnik v Komendi Peter Pavel Glavar.   Glavar se je na tej posesti tudi aktivno vključil v razvoj čebelarstva. Glavar je ob graščini dal zgraditi večjo kapelo. Glavar je za dediče določil njegovo Ustanovo za revne bolnike.  Ta ustanova je bila lastnik do leta 1864, ko je deželna vlada za Kranjsko to posest prodala na dražbi.  Gospostvo in grad je kupil dr. Julij Wurzbach pl. Tannenberg iz Preddvora, ki ga je leta 1887 nasledil sin Franc Wurzbach pl. Tannenberg, leta 1891 pa Bianka Wurzbach. 
Leta 1942 je bil grad požgan in deloma poškodovan. Po drugi svetovni vojni so bile za krajši čas v gradu nastanjene nune, vendar so dotrajano poslopje po letu 1952 prepustili v ruševine. Leta 1952 so razkrili streho in 2 leti pozneje poslopje načrtno porušili. Ohranjena je le še velika Glavarjeva kapela sv. Jožefa.